# آسترینجین
آسترینجین (به انگلیسی: Astringin) با فرمول شیمیایی C20H22O9 یک ترکیب شیمیایی است. که جرم مولی آن ۴۰۶٫۳۸ گرم بر مول می‌باشد. 